# Cheiloneurus javensis
Cheiloneurus javensis är en stekelart som beskrevs av Girault 1917. Cheiloneurus javensis ingår i släktet Cheiloneurus och familjen sköldlussteklar. Inga underarter finns listade i Catalogue of Life.